# Жеро д’Арманьяк (виконт Фезансаге)

Виконтство Фезансаге на карте провинции Арманьяк

Жеро д’Арманьяк (ум. 1403) — виконт Фезанзаге (1390—1402), граф Пардиака.
Сын Жана (ум. 1390), виконта Фезанзаге и Брюлуа, и его жены Маргариты де Кармен. Троюродный брат графов д’Арманьяк Жана III и Бернара VII.
Женился (брачный контракт от 19 января 1380) на Анне де Монлезон, дочери Арно Гийома де Монлезона, графа Пардиака, и его второй жены Леонор де Перальта. После смерти своего брата Жана де Монлезона (1380/1390) Анна унаследовала графство Пардиак.
Дети:
- Жан (ум. 1403)
- Арно Гийлем (ум. 1403).

В 1392 году (брачный контракт от 8 октября) Жеро женил своего сына Жана на Маргарите де Комменж, вдове Жана III, графа д’Арманьяк. Это не понравилось брату покойного — Бернару VII, который сам хотел на ней жениться, и уже существовала предварительная договорённость.
В 1395 году Маргарита ушла от мужа и вернулась в Комменж. Кроме того, она пожаловалась на виконта Жеро Бернару VII д’Арманьяку. Попытка примирения, предпринятая в сентябре-октябре 1400 г., оказалась безуспешной.
В 1401/2 году Жеро по просьбе сына вторгся в Комменж, чтобы вернуть Маргариту. Однако его военный поход окончился неудачей. Союзник Маргариты Бернар VII д’Арманьяк, обвинив Жеро (своего троюродного брата) в колдовстве и других преступлениях, объявил ему войну и захватил виконтство Фезанзаге и графство Пардиак. Жеро, а потом и его сыновья были схвачены и умерли в заключении.